# Bjerre Mølle
Bjerre Mølle er en ottekantet hollandsk vindmølle med løgformet hat, beliggende ved Bjerre ca. 8 km syd for Horsens i Hedensted Kommune. Den er  opført 1860 som kornmølle, og var i drift til  1955. Møllen, der  ejes af Bjerre Møllefond, blev restaureret 1974-76 og der er bevaret en del mølleinventar. Den regnes for at være den eneste teglhængte vindmølle i Danmark. I oktober 2009 brækkede den ene af de to 13,5 meter lange vinger på grund af råd, så de blev fornyet i 2010.

## Eksterne kilder og henvisninger
- Om Bjerre Mølle Arkiveret 3. juni 2016 hos  Wayback Machine
- Bjerre Mølle i Den Store Danske på Lex.dk

55°47′37″N 9°49′48″Ø / 55.79353°N 9.83007°Ø
|  | Denne artikel om en mølle kan blive bedre, hvis der indsættes et (bedre) billede. Du kan hjælpe ved at afsøge Wikimedia Commons for et passende billede eller lægge et op på Wikimedia Commons med en af de tilladte licenser og indsætte det i artiklen. |